# Javier Menéndez
Javier Menéndez Fernández (ur. 18 czerwca 1981 w Hawanie) – hiszpański florecista pochodzenia kubańskiego, brązowy medalista mistrzostw świata.
W 1998 roku zdobył brązowy medal indywidualnie na mistrzostwach świata kadetów w Valencii.
Podczas mistrzostw świata w Lizbonie w 2002 roku Hiszpanie w składzie: Javier Menéndez, Luis Caplliure, José Francisco Guerra i Javier García zdobyli brązowy medal w rywalizacji drużynowej. W rywalizacji indywidualnej zajął tam szesnaste miejsce.
Wystartował na igrzyskach olimpijskich w Pekinie w 2008 roku, zajmując 18. miejsce w turnieju indywidualnym. Był to jego jedyny start olimpijski.
Ponadto zdobył indywidualnie brązowy medal na mistrzostwach Europy w Bolzano w 1999 roku.